# DSA-479
La DSA-479 es una carretera perteneciente a la Red Secundaria de la Diputación Provincial de Salamanca que une la  DSA-475  con la localidad de Barquilla. También pasa por la localidad de Villar de Argañán.

## Origen y Destino
La carretera  DSA-479  tiene su origen en Gallegos de Argañán en la intersección con la carretera  DSA-475 , y termina en el casco urbano de Barquilla formando parte de la Red de carreteras de Salamanca.